# Miklós (esztergomi érsek)
Miklós (latinul: Nicolae; ? – 1183 körül) magyar főpap, I. Miklós néven váradi püspök, ugyanezzel a névvel esztergomi érsek.

## Pályafutása
Születési adatairól, fiatalkoráról, de még tanulmányairól sem maradt fenn információ. Az első adat 1148-ból való: II. Géza magyar király az óbudai káptalan részére kiállított adományleveléből derül ki, hogy a kápolna élén Miklós áll, 1152-ben pedig pecsétőr (sigillator) pozícióban találjuk. A  12. században a két pozíciót egy személy töltötte be: a káptalan feje őrizte az uralkodói pecsétet, és hitelesítette ezzel a király által kibocsátott, már tisztázott és kijavított okleveleket. 1163-ban már váradi püspökként azonosítják, IV. István ellenkirály és III. Béla oklevelében is említik, ami azt jelenti, hogy a belpolitikai viszályokat sikeresen átvészelte. 1181-ig töltötte be a váradi püspöki pozíciót (utóda I. János lett), mivel az ekkor elhunyt Lukács esztergomi érsek utódjául nevezték ki. Valójában esztergomi érsekségének időpontját csak következtetni tudjuk: Lukács halála lehetett kinevezésének éve, 1182. május 16-án ő koronázta meg Imre magyar királyt, és legfontosabb oklevelét 1183-ban állította ki. Utódja, Jób 1185-ben lett esztergomi kormányzó, tehát ebben az időszakban, 1181 és 1183-4 között volt a magyar katolikus egyház feje.
Bár Miklós életéről igen kevés dokumentum maradt fenn, ő maga egy jelentős irattal járult hozzá a korszak viszonyainak megismeréséhez. Miklós állította ki az első érseki oklevelet, melynek tartalmából az esztergomi káptalan hierarchiájáról, személyeiről kapott adatokat a történettudomány. A káptalan kanonokjai közül magának az oklevélnek a megfogalmazóját, Péter mestert egy időben gyanúba hozták, hogy azonos a magát csak P. mester-ként nevező Anonymusszal. Szintén jelentős a diplomán szereplő közhitelű pecsét (sigillum authenticum), melynek használatát III. Sándor pápa 1166-ban rendezte.